# Oliver Seidl
Oliver Seidl (* 23. Februar 1963 in Hornburg, Niedersachsen) ist ein deutscher Manager, der seit 2016 als Chief Financial Officer im Vorstand der Schenker AG ist.

## Leben
Seidl wuchs in Hornburg auf und besuchte in Wolfenbüttel das Gymnasium im Schloss. Nach seinem Grundwehrdienst machte er eine Ausbildung zum Kaufmann im Groß- und Außenhandel bei dem Lack- und Farbenhersteller Brillux in Braunschweig/Münster. Im Anschluss an seine Ausbildung erwarb er mit den Studienschwerpunkten Controlling, Unternehmensführung und Marketing an der Universität Marburg das Vordiplom. An der Universität Göttingen absolvierte er ein Studium der Betriebswirtschaftslehre mit Abschluss als Diplom-Kaufmann.
1990 begann Seidl ein Trainee in der Führungsnachwuchsgruppe der Mercedes-Benz AG. Ein Jahr später wechselte er zum Produktionswerk in Bremen und übernahm dort die betriebswirtschaftliche Beratung und Steuerung von funktionalen Bereichen. Ab 1993 leitete er für drei Jahre das Controlling-Geschäftsfeld von Mercedes-Benz Pkw. Im Jahr 1996 wurde er Bilanzplanungsleiter der Mercedes-Benz AG. Von 1997 bis 2001 leitete er im Geschäftsfeld Mercedes-Benz PKW das Konzern-Controlling. Daneben wurde Seidl im Jahr 1991 bei der Fusion Daimler-Benz/Chrysler Teil des Post Merger Integration-Kernteams.
Nach elf Jahren bei der Daimler AG (heute Mercedes-Benz Group) in Stuttgart wechselte er zur Pfleiderer AG in Neumarkt. Dort wurde er Leiter des Corporate Planning (Konzern-Controlling, M&A, Strategie), Generalbevollmächtigter, Mitglied der Vorstandssitzungen und Geschäftsführer. Im Jahr 2004 wurde Seidl Leiter des Corporate Controlling, Accountings and Tax bei der Dürr AG in Stuttgart. In der Dürr AG Stuttgart war er auch als CFO Business Unit Factory Assembly Systems tätig.
Zwei Jahre später wurde er CFO der Loewe AG in Kronach. Im Jahr 2010 wurde Seidl CEO der Loewe AG und trug bis 2013 die Gesamtverantwortung für den CFO-Bereich plus Strategie, Marketing, Vertrieb, Qualität, Customer Service und Public Relations. 2013 wechselte er als CFO zur Media Saturn Holding GmbH in Ingolstadt und übernahm die disziplinarische Führung der CFOs aller Länder und Gesellschaften. Die Länder-CFO wurden durch Seidl zusammengeführt.
Im Juli 2016 verließ er das Unternehmen, weil Media-Saturn-Minderheitsgesellschafter Erich Kellerhals gegen eine Verlängerung seines Vertrages interveniert hatte.
Seit Juli 2016 ist Seidl CFO und Vorstand der Schenker AG.